# Ils se marièrent et eurent beaucoup d'enfants
Ils se marièrent et eurent beaucoup d'enfants (prt: ... E Viveram Felizes para Sempre; bra: Viveram Felizes para Sempre) é um filme francês de 2004, do gênero comédia dramática, escrito e dirigido por Yvan Attal.

## Sinopse
Vincent, George e Fred são três amigos que, nos seus quarenta anos, questionam suas vidas. Os dois primeiros são casados e invejam a liberdade de Fred. Vincent, no entanto, esconde um relacionamento de seus amigos, mas sua esposa sabe de tudo.

## Elenco
- Charlotte Gainsbourg: Gabrielle
- Yvan Attal: Vincent
- Alain Chabat: Georges
- Alain Cohen: Fred
- Emmanuelle Seigner: Nathalie
- Ben Attal: Joseph